# تيسا وايت
تيسا وايت (بالإنجليزية: Tessa Wyatt)‏ هي ممثلة بريطانية، ولدت في 23 أبريل 1948 في ووكينغ في المملكة المتحدة.

## وصلات خارجية
- تيسا وايت على موقع IMDb (الإنجليزية)
- تيسا وايت على موقع قاعدة بيانات الفيلم (الإنجليزية)